# Mahmutabat, Başkale
Mahmutabat là một xã thuộc thành phố Başkale, tỉnh Van, Thổ Nhĩ Kỳ. Dân số thời điểm năm 2011 là 380 người.